# Condado de San Luis (título nobiliario)
El condado de San Luis es un título nobiliario español creado por real orden de 30 de diciembre de 1848 por la reina Isabel II, en favor de Luis José Sartorius y Tapia, presidente del Consejo de Ministros de España y ministro de la Gobernación del Reino.

## Titulares
Relación de personas acreedoras de este título nobiliario:
|                                       | Titular                                                | Periodo                               |
| Creado en 1848 por la reina Isabel II | Creado en 1848 por la reina Isabel II                  | Creado en 1848 por la reina Isabel II |
| ------------------------------------- | ------------------------------------------------------ | ------------------------------------- |
| I                                     | Luis José Sartorius y Tapia                            | 1848-1872                             |
| II                                    | Luis Sartorius y Chacón                                | 1872-1886                             |
| III                                   | Fernando Sartorius Chacón                              | 1886-1927                             |
| IV                                    | Fernando Sartorius y Díaz de Mendoza                   | 1927-1972                             |
| V                                     | Fernando Sartorius y Álvarez de las Asturias-Bohorques | 1973-2023                             |
| VI                                    | Rosa Sartorius y Álvarez de las Asturias-Bohorques     | 2023-2023                             |

## Historia genealógica

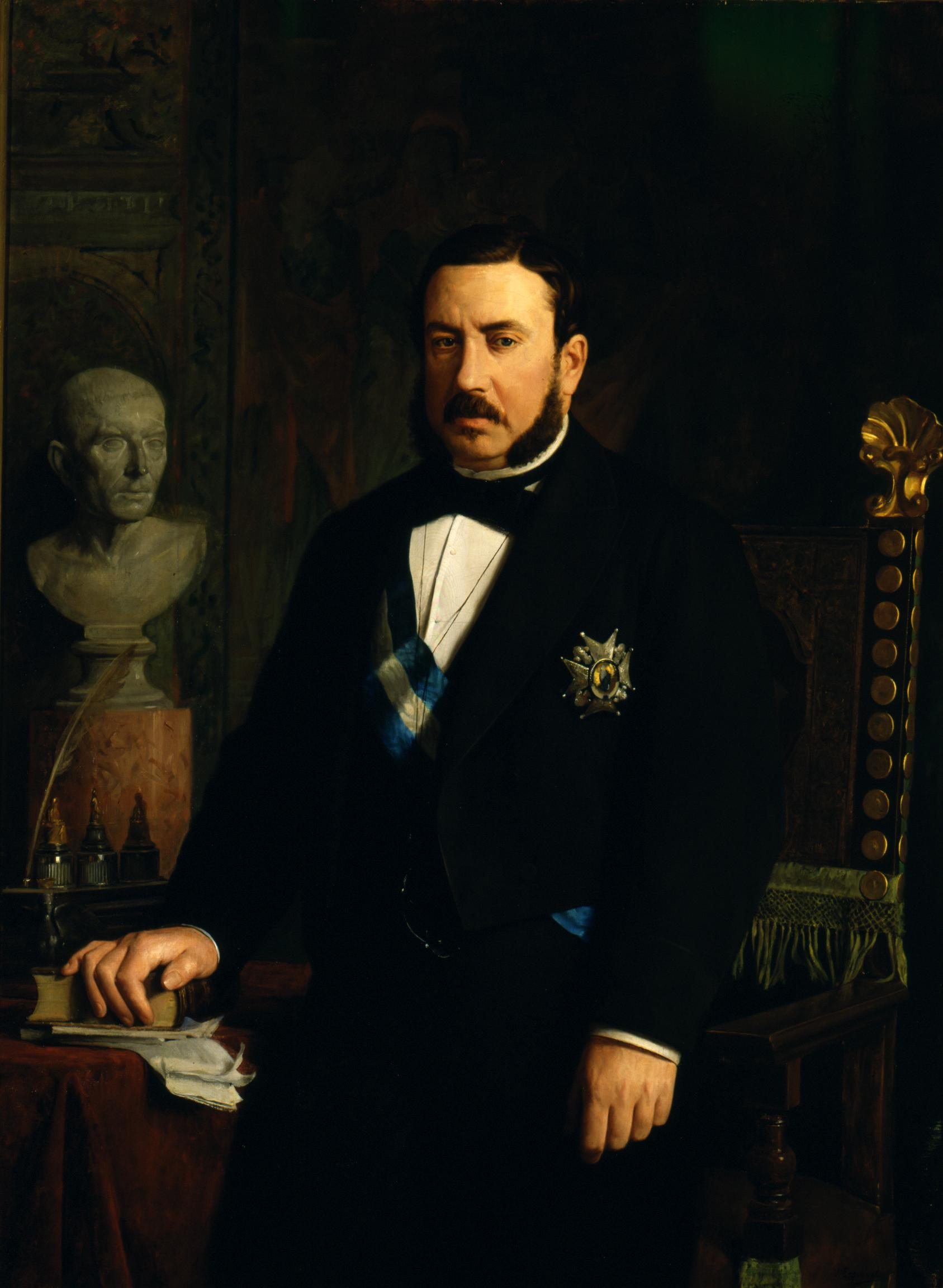
Retrato de Luis José Sartorius (1820-1871), I conde de San Luis, llegó a ser presidente del Consejo de Ministros durante el reinado de Isabel II.

- Luis José Sartorius y Tapia (1820-1871), I conde de San Luis[1] y I vizconde de Priego.

Casó con María de los Remedios Chacón Romero de Cisneros, hija de Rafael Chacón y Urbina, VII marqués de Cela. El 26 de diciembre de 1872 le sucedió su hijo:
- Luis Sartorius y Chacón (¿?-1886). II conde de San Luis.[1] En 13 de abril de 1886, por cesión, le sucedió su hermano:[3][1]

- Fernando Sartorius Chacón (Madrid, 17 de diciembre de 1860-Zarauz, 20 de agosto de 1926), III conde de San Luis[1] y II vizconde de Priego.[3]

Casó el 7 de febrero de 1891 con Carmen Díaz de Mendoza y Aguado (1864-1929). En 16 de noviembre de 1927 le sucedió su hijo:
- Fernando Sartorius y Díaz de Mendoza (2 de octubre de 1893-Madrid, 1 de abril de 1972[4]), IV conde de San Luis[1] y III vizconde de Priego.[3]

Casó el 16 de diciembre de 1922 con María del Carmen Álvarez de las Asturias Bohorques y Goyeneche (1899-1979), hija de Mauricio Álvarez de las Asturias Bohorques y Ponce de León, IV duque de Gor, y de su esposa Rosa de Goyeneche y de la Puente. Fueron los padres de varios hijos, entre ellos, Nicolás Sartorius.  En 20 de julio de 1973 le sucedió su hijo:
- Fernando Sartorius y Álvarez de las Asturias-Bohorques (12 de septiembre de 1923-13 de enero de 2023[6]), V conde de San Luis[7] y IV vizconde de Priego,[5] título que cedió en 2006 a su hermano Mauricio.[8] Falleció ocho meses antes de cumplir cien años.

Sucedió su hermana:
- Rosa Sartorius y Álvarez de las Asturias-Bohorques (m. Madrid, 14 de agosto de 2023),[9] VI condesa de San Luis.[10]

Casó con Rafael Muguiro López-Chicheri.  Su hijo Miguel Muguiro y Sartorius ha solicitado la sucesión en el condado.